# Чемпионат России по биатлону 2013/2014
Чемпионат России по биатлону сезона 2013/2014 прошёл в несколько этапов с декабря 2013 года по апрель 2014 года. Были разыграны медали в 7-и индивидуальных и 4-х командных дисциплинах.

## Этапы
- Ижевск «Ижевская винтовка»

1. Индивидуальная гонка (мужчины, женщины)

- Уват

1. Марафон (мужчины, женщины)

- Мурманск «Праздник Севера»

1. Суперспринт (мужчины, женщины)
2. Суперпасьют (мужчины, женщины)
3. Смешанная эстафета

- Ханты-Мансийск Чемпионат России

1. Спринт (мужчины, женщины)
2. Гонка преследования (мужчины, женщины)
3. Эстафета (мужчины, женщины)
4. Масс-старт (мужчины, женщины)

- Уват Чемпионат России

1. Патрульная гонка (мужчины, женщины)
2. Командная гонка (мужчины, женщины)

## Результаты
| Гонка                                                                                                | Мужчины | Женщины |
| Индивидуальная гонка Ижевск 1. 22 декабря 2013 Мужчины: 20 км 2. 19 декабря 2013 Женщины: 15 км      | 1. Ростислав Мусалимов 54:19.1 (1) 2. Владимир Семаков +4.4 (2) 3. Иван Черезов +41.7 (3) 4. Тимофей Лапшин 5. Андрей Маковеев 6. Дмитрий Блинов Протоколы | 1. Галина Нечкасова 48:37.6 (2) 2. Ульяна Денисова +16.9 (2) 3. Ольга Шестерикова +1:41.5 (2) 4. Светлана Слепцова 5. Яна Романова 6. / Наталья Сорокина Протоколы |
| Марафон Уват 1. 2 марта 2014 Мужчины: 40 км 2. 2 марта 2014 Женщины: 30 км                           | 1. Владимир Семаков 1:43:47.6 (4) 2. / Николай Елисеев +26.4 (5) 3. Александр Жирный +43.0 (8) 4. Никита Овчинников 5. Виктор Васильев 6. Пётр Пащенко Протоколы | 1. Ульяна Денисова 1:27:53.1 (9) 2. Ольга Шестерикова +2:23.5 (4) 3. Кристина Смирнова +2:45.8 (7) 4. Евгения Селедцова-Волкова 5. Елена Баданина 6. Алёна Ильиных Протоколы |
| Суперспринт Мурманск 1. 20 марта 2014 Мужчины: 6 км 2. 20 марта 2014 Женщины: 4 км                   | 1. Аркадий Меньшиков 17:05.3 (1) 2. Тимур Махамбетов +5.1 (3) 3. / Николай Елисеев +5.5 (0) 4. Евгений Боярских 5. Семён Сучилов 6. Сергей Баландин Протоколы | 1. Елена Баданина 14:21.6 (0) 2. Виктория Перминова +13.9 (0) 3. Ольга Якушова +32.3 (2) 4. Екатерина Юрлова 5. Любовь Филимонова 6. Ульяна Денисова Протоколы |
| Суперпреследование Мурманск 1. 22 марта 2014 Мужчины: 7,5 км 2. 22 марта 2014 Женщины: 6 км          | 1. Сергей Корастылёв 20:58.2 (1) 2. Евгений Боярских +6.0 (2) 3. Александр Мингалев +11.3 (0) 4. Виктор Васильев 5. Максим Максимов 6. / Максим Буртасов Протоколы | 1. Ульяна Денисова 19:01.8 (1) 2. Ольга Якушова +1:01.1 (2) 3. Елена Баданина +1:07.3 (1) 4. Екатерина Юрлова 5. Виктория Перминова 6. Екатерина Аввакумова Протоколы |
| Смешанная эстафета Мурманск 1. 23 марта 2014 Женщины: 2x6 км Мужчины: 2x7.5 км                       | 1. Красноярский край-2 1:19:05.6 (0) (Лариса Дьякова, Любовь Филимонова, Андрей Веденин, Николай Елисеев) 2. Красноярский край-1 +10.3 (0) (Дарья Новикова, Ольга Якушова, Тимур Махамбетов, Сергей Корастылёв) 3. Тюменская-1 +26.4 (0) (Елена Баданина, Ольга Шестерикова, Сергей Баландин, Максим Максимов) Протоколы                                                                                                   | 1. Красноярский край-2 1:19:05.6 (0) (Лариса Дьякова, Любовь Филимонова, Андрей Веденин, Николай Елисеев) 2. Красноярский край-1 +10.3 (0) (Дарья Новикова, Ольга Якушова, Тимур Махамбетов, Сергей Корастылёв) 3. Тюменская-1 +26.4 (0) (Елена Баданина, Ольга Шестерикова, Сергей Баландин, Максим Максимов) Протоколы                                                                   |
| Спринт Ханты-Мансийск 1. 29 марта 2014 Мужчины: 10 км 2. 29 марта 2014 Женщины: 7,5 км               | 1. Никита Овчинников 25:09.2 (0) 2. Евгений Боярских +10.1 (0) 3. Сергей Клячин +10.9 (0) 4. Александр Печёнкин 5. / Алексей Слепов 6. Алексей Корнев Протоколы | 1. Ольга Вилухина 22:08.7 (1) 2. Евгения Селедцова-Волкова +0.4 (1) 3. Ольга Якушова +0.5 (0) 4. Ольга Подчуфарова 5. Яна Романова 6. Валентина Назарова Протоколы |
| Гонка преследования Ханты-Мансийск 1. 30 марта 2014 Мужчины: 12,5 км 2. 30 марта 2014 Женщины: 10 км | 1. Евгений Боярских 34:05.3 (2) 2. Сергей Клячин +1.0 (2) 3. Александр Печёнкин +20.8 (2) 4. / Евгений Петров 5. Андрей Маковеев 6. Вадим Филимонов Протоколы | 1. Яна Романова 30:30.0 (0) 2. Ольга Подчуфарова +2,3 (0) 3. Евгения Селедцова-Волкова +35.9 (2) 4. Ольга Вилухина 5. Ольга Якушова 6. Лариса Кузнецова-Куклина Протоколы |
| Масс-старт Ханты-Мансийск 1. 01 апреля 2014 Мужчины: 15 км 2. 02 апреля 2014 Женщины: 12,5 км        | 1. Евгений Гараничев 42:59.7 (2) 2. / Алексей Слепов +14.9 (3) 3. Дмитрий Дюжев +43.5 (2) 4. Сергей Клячин 5. / Евгений Петров 6. Иван Черезов Протоколы | 1. Ольга Подчуфарова 39:31.0 (1) 2. Лариса Кузнецова-Куклина +6,1 (1) 3. Ульяна Денисова +25.3 (4) 4. Яна Романова 5. Галина Нечкасова 6. Анастасия Загоруйко Протоколы |
| Эстафета Ханты-Мансийск 1. 02 апреля 2014 Мужчины: 4x7,5 км 2. 01 апреля 2014 Женщины: 4x6 км        | 1. Тюменская область-1 1:18:36.9 (0+6) (Евгений Гараничев, Иван Черезов, Андрей Маковеев, Дмитрий Елхин) 2. Москва +14.9 (0+9) (Максим Цветков, Сергей Бочарников, Тимофей Лапшин, Алексей Слепов) 3. ХМАО-2 +1:30.6 (1+12) (Алексей Корнев, Евгений Петров, Павел Охотников, Пётр Пащенко) Протоколы | 1. Новосибирская область-1 1:20:14.2 (1+7) (Анна Никулина, Галина Нечкасова, Людмила Шишкина, Ольга Вилухина) 2. Удмуртия +46.9 (1+9) (Алёна Перевозчикова, Оксана Неупокоева, Ульяна Кайшева, Виктория Перминова) 3. ХМАО-1 +2:31.8 (2+20) (Ульяна Денисова, Екатерина Шумилова, Светлана Слепцова, Евгения Селедцова-Волкова) Протоколы                                                  |
| Патрульная гонка Уват 1. 05 апреля 2014 Мужчины: 25 км 2. 05 апреля 2014 Женщины: 20 км              | 1. Красноярский край 1:01:18.7 (2) (Александр Шрейдер, Сергей Подобаев, Тимур Махамбетов, Николай Елисеев, Никита Овчинников) 2. ХМАО-1 +1:12.3 (2) (Евгений Боярских, Михаил Боярских, Вадим Филимонов, Семён Сучилов, Николай Панкратов) 3. Башкортостан +1:27.3 (4) (Антон Бабиков, Александр Жирный, Эдуард Мустафин, Александр Бабчин, Виталий Кабардин) Протоколы Архивная копия от 7 апреля 2014 на Wayback Machine | 1. Удмуртия 58:57.4 (2) (Валентина Назарова, Алёна Перевозчикова, Виктория Перминова, Оксана Неупокоева, Светлана Бочкарёва) 2. Тюменская область +50.5 (2) (Лариса Кузнецова-Куклина, Ольга Шестерикова, Анастасия Загоруйко, Елена Баданина, Елена Анкудинова) 3. ХМАО-1 +50.6 (5) (Ульяна Черепанова, Наталья Маковеева, Надежда Ефремова, Ксения Доскалова, Ульяна Денисова) Протоколы |
| Командная гонка Уват 1. 06 апреля 2014 Мужчины: 10 км 2. 06 апреля 2014 Женщины: 7,5 км              | 1. ХМАО-1 25:37.1 (2) (Николай Панкратов, Евгений Боярских, Вадим Филимонов, Михаил Боярских) 2. Красноярский край-1 +57.2 (3) (Александр Шрейдер, Сергей Подобаев, Сергей Корастылёв, Максим Буртасов) 3. ХМАО-2 +57.5 (3) (Пётр Пащенко, Алексей Корнев, Павел Охотников, Евгений Петров) Протоколы | 1. Новосибирская область 26:01.1 (5) (Людмила Шишкина, Анастасия Грушецкая, Анна Никулина, Яна Бабушкина) 2. ХМАО-1 +9,4 (5) (Наталья Маковеева, Ульяна Черепанова, Кристина Смирнова, Надежда Ефремова) 3. Тюменская область-1 +13,4 (4) (Анастасия Загоруйко, Елена Анкудинова, Ольга Шестерикова, Лариса Кузнецова-Куклина) Протоколы                                                   |

## Медали
| Место | Регион                |   |     |     | Всего |
| ----- | --------------------- | - | --- | --- | ----- |
| 1     | ХМАО                  | 4 | 6   | 7   | 17    |
| 2     | Красноярский край     | 4 | 4,5 | 2,5 | 11    |
| 3     | Новосибирская область | 4 | 0   | 1   | 5     |
| 4     | Тюменская область     | 3 | 3   | 5   | 11    |
| 5     | Удмуртия              | 3 | 2   | 0   | 5     |
| 6     | Москва                | 1 | 2,5 | 0   | 3,5   |
| 7     | Мордовия              | 1 | 1   | 1   | 3     |
| 8     | Омская область        | 1 | 0   | 0   | 1     |
| 9     | Пермский край         | 0 | 1   | 2   | 3     |
| 10    | Башкортостан          | 0 | 0   | 2   | 2     |
| 11    | Свердловская область  | 0 | 0,5 | 0,5 | 1     |
| 12    | Владимирская область  | 0 | 0,5 | 0   | 0,5   |